# Gortzius Geldorp
Gortzius Geldorp (Leuven, 1553 – Keulen, 1618) was een Vlaamse renaissancekunstenaar die actief was in Duitsland waar hij zich onderscheidde door zijn portretschilderijen.

## Leven
Gortzius Geldorp werd geboren in Leuven. De vroege Vlaamse biograaf Karel van Mander meldde dat Geldorp eerst leerde schilderen van Frans Francken I en later van Frans Pourbus de Oude. Frans Pourbus de Oude was een vooraanstaand portretschilder in Vlaanderen. Frans Francken I en Frans Pourbus de Oude waren beiden leerlingen van Frans Floris, de belangrijkste renaissanceschilder in Antwerpen.
Geldorp werd hofschilder van de hertog van Terra Nova, Carlo d'Aragona Tagliavia, die hij vergezelde op zijn reizen. Hij reisde naar Keulen met de hertog die deelnam aan vredesonderhandelingen met de Nederlandse Republiek. In 1610 nam Geldorp de zetel over van Barthel Bruyn de Jonge in het stadsbestuur van Keulen. Geldorp was een succesvol portretschilder en werkte voor de aristocratie en andere vooraanstaande opdrachtgevers.
Geldorp stierf in Keulen, ongeveer 65 jaar oud. De schilder Georg Geldorp, die vooral in Engeland actief was, was zijn zoon. De schilder Melchior Geldorp die in Keulen werkte, was waarschijnlijk zijn zoon of neef.

## Werken
Geldorp schilderde voornamelijk individuele en groepsportretten. Van Mander vermeldt ook enkele historiestukken zoals een Diana, een Susanna, een Evangelist, de Geschiedenis van Esther en Ahasverus en twee bustes van Christus en Maria. Deze historiestukken hebben meestal de vorm van een portretachtige voorstelling van een heilige of een bijbelse of mythologische figuur. Een voorbeeld is de Venus, of een jonge vrouw en deshabillé (Sotheby's London sale van 2 mei 2018 lot 27), die Venus toont in de vorm van een portret van een halfnaakte vrouw.
Er zijn 70 werken van hem bekend die meestal op paneel zijn geschilderd. Een serie van negen familieportretten maakt deel uit van de collectie van het Rijksmuseum, Amsterdam.
Hij had een briljant en krachtig palet waarin de bruintinten domineren. Zijn latere werken worden gekenmerkt door zachte overgangen en een blauwachtige toon in de polsen en nek van zijn onderwerpen.
Sommige van zijn schilderijen werden gegraveerd door Crispijn van de Passe.

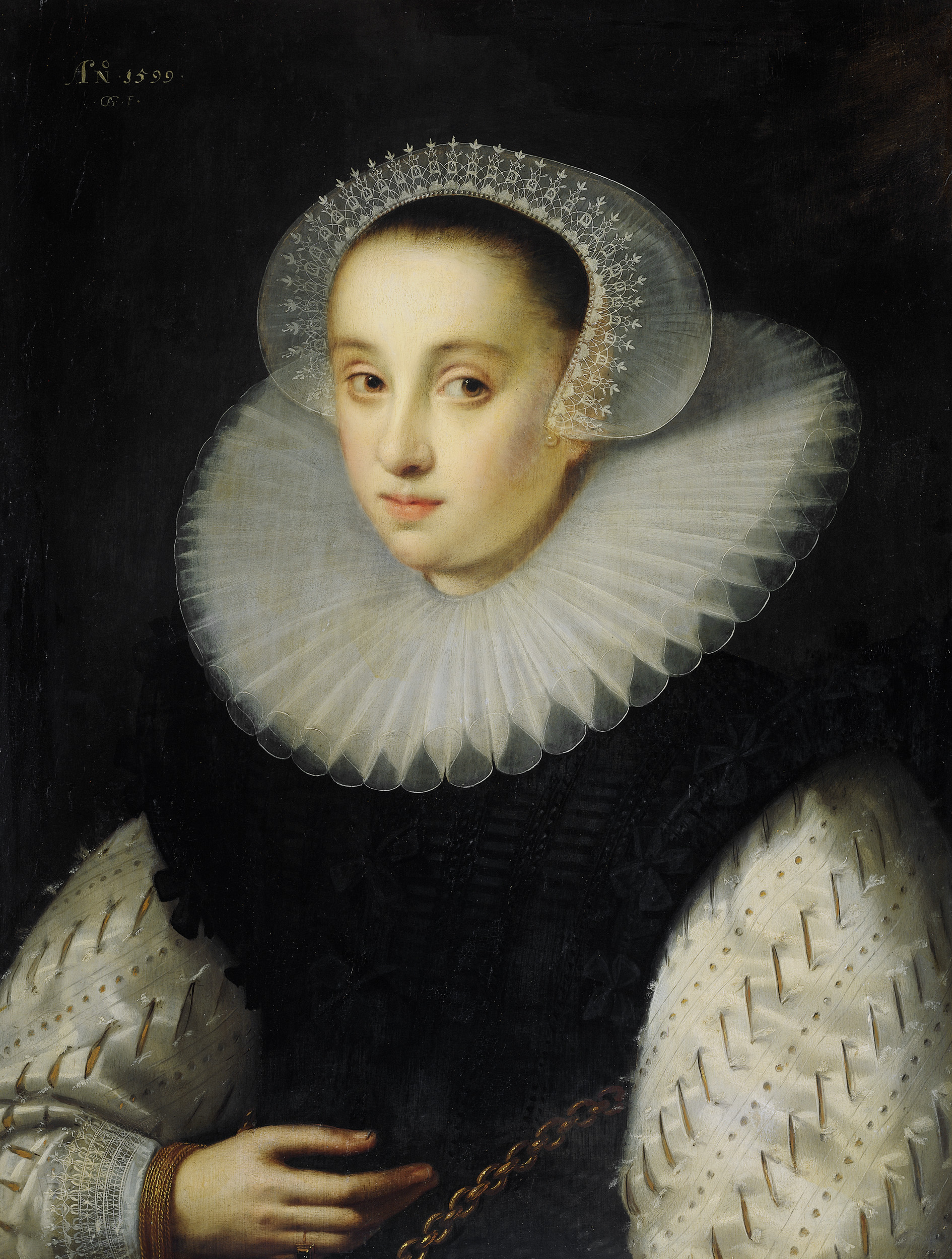
Portret van Hortensia del Prado
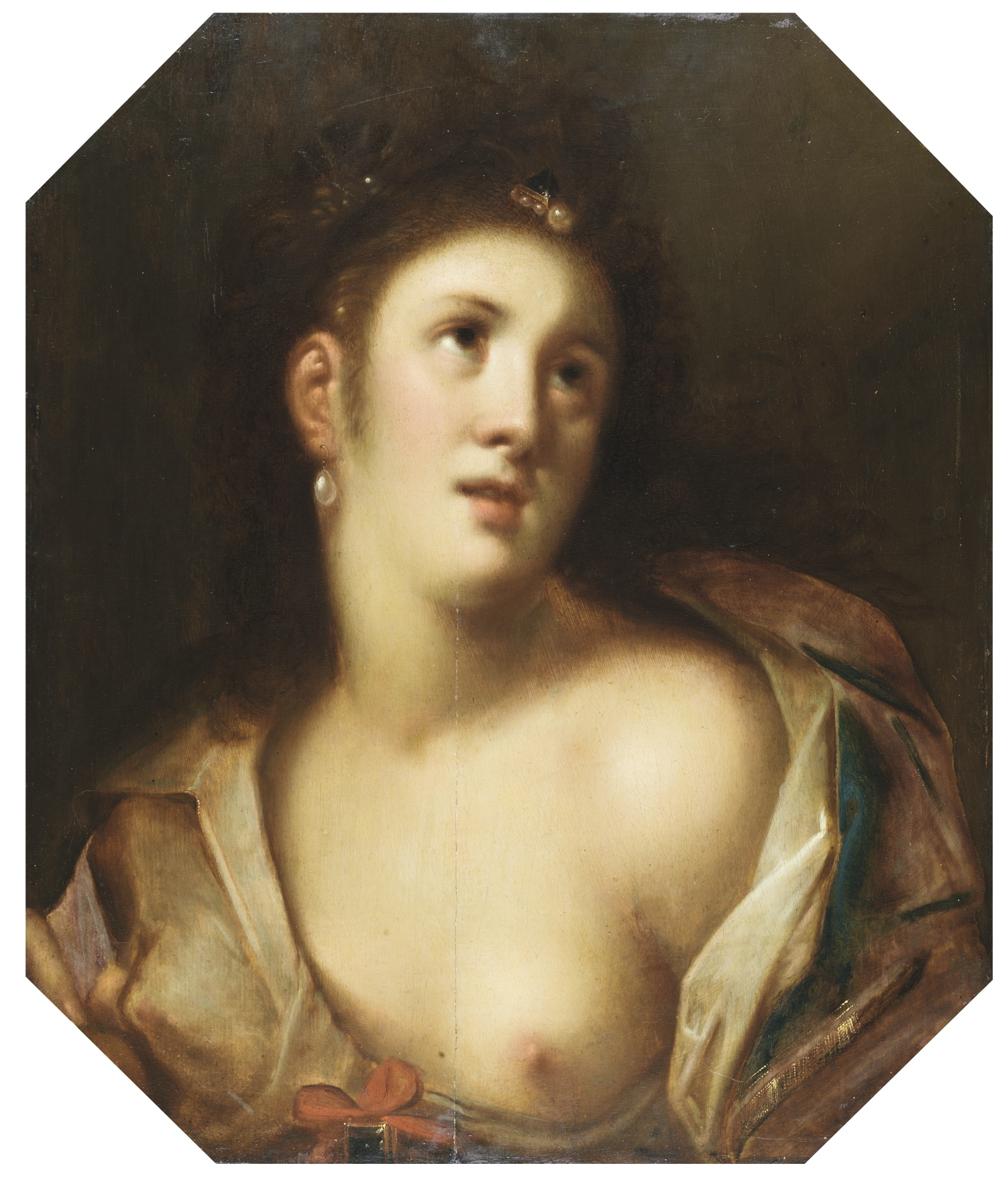
Venus
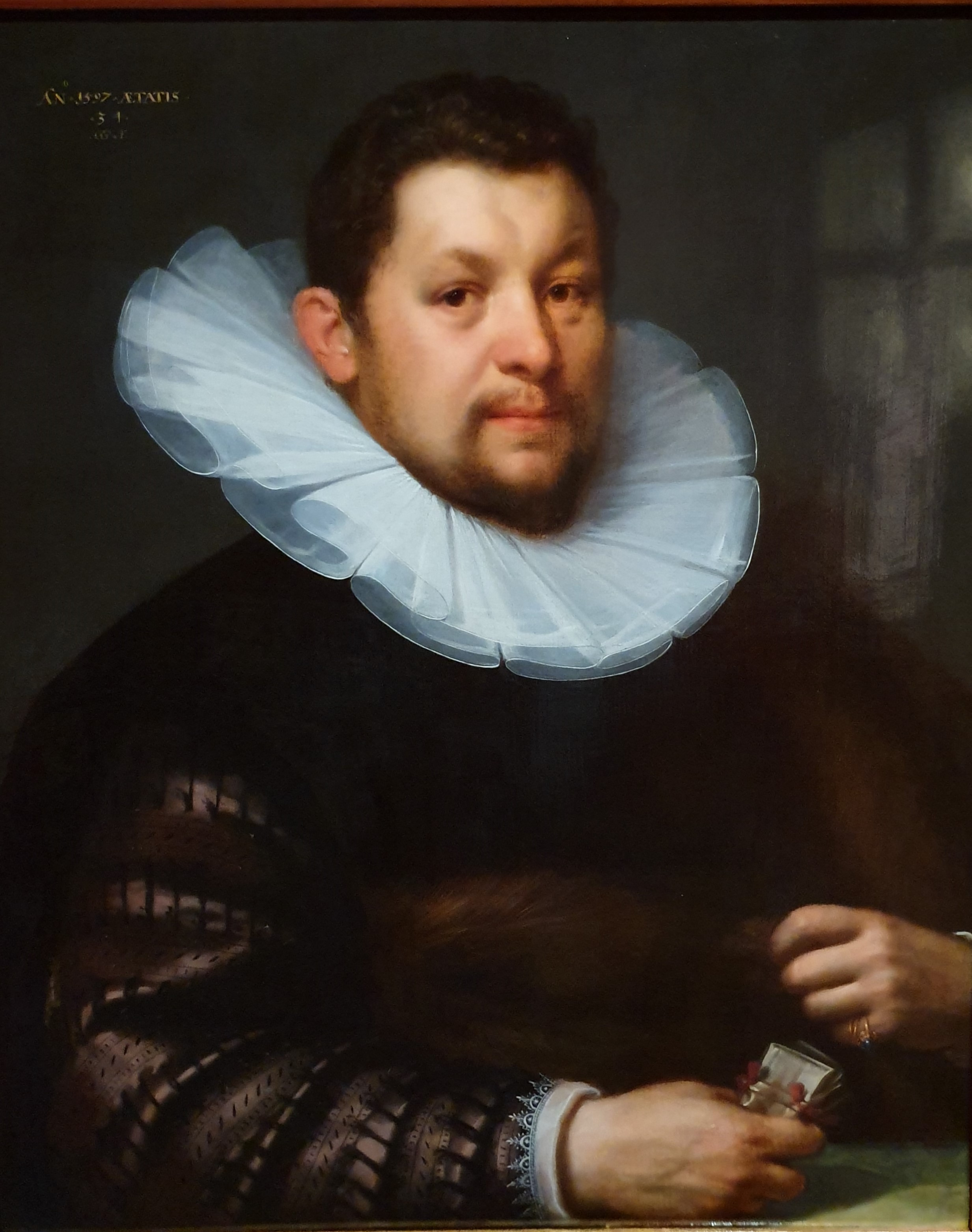
Portret van Retrato de Homem

- Biblioteca Nacional de España: XX1540086
- Bibliothèque nationale de France: cb149658180 (data)
- Biografisch Portaal: 87953348
- Digitale Bibliotheek voor de Nederlandse Letteren: gual008
- Gemeinsame Normdatei: 121619788
- International Standard Name Identifier: 0000 0003 8790 1030
- Nationale Bibliotheek van Polen: a0000003597555
- RKD-Nederlands Instituut voor Kunstgeschiedenis: 30793
- Union List of Artist Names: 500031644
- Virtual International Authority File: 280989712
- WorldCat: E39PBJmXKkPQBM9YxJxTc94Xh3